# BMC Racing Team/2013

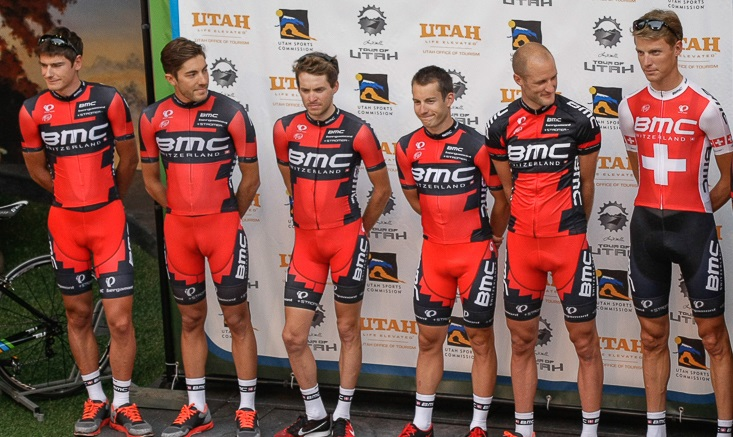
Leden van de BMC Racing Team van 2013

Deze pagina geeft een overzicht van de samenstelling van BMC Racing Team-wielerploeg in 2013. Regerend wereldkampioen Philippe Gilbert rijdt dit jaar in de regenboogtrui. Hij is de vierde wereldkampioen in de selectie van BMC, naast Alessandro Ballan, Cadel Evans en Thor Hushovd.

## Algemeen
Algemeen manager: Jim Ochowicz
Teammanager:John Lelangue
Ploegleiders: Fabio Baldato, Michael Sayers, Maximilian Sciandri, Rik Verbrugghe, Noël Dejonckheere
Fietsmerk: BMC
Kleding: Pearl Izumi
Budget: niet bekend
Kopmannen: Alessandro Ballan, Cadel Evans, Philippe Gilbert, Thor Hushovd, Greg Van Avermaet

## Renners
| Naam               | Geboortedatum | Nationaliteit       | Ploeg 2012       |
| ------------------ | ------------- | ------------------- | ---------------- |
| Alessandro Ballan  | 06-11-1979    | Italië              |                  |
| Adam Blythe        | 01-11-1989    | Verenigd Koninkrijk |                  |
| Brent Bookwalter   | 16-02-1984    | Verenigde Staten    |                  |
| Marcus Burghardt   | 30-06-1983    | Duitsland           |                  |
| Steven Cummings    | 19-03-1981    | Verenigd Koninkrijk |                  |
| Yannick Eijssen    | 26-06-1989    | België              |                  |
| Cadel Evans        | 14-02-1977    | Australië           |                  |
| Mathias Frank      | 09-12-1986    | Zwitserland         |                  |
| Tejay van Garderen | 12-08-1988    | Verenigde Staten    |                  |
| Philippe Gilbert   | 05-07-1982    | België              |                  |
| Thor Hushovd       | 18-01-1978    | Noorwegen           |                  |
| Martin Kohler      | 17-07-1985    | Zwitserland         |                  |
| Sebastian Lander   | 11-03-1991    | Denemarken          | Glud & Marstrand |
| Klaas Lodewyck     | 24-03-1988    | België              |                  |
| Amaël Moinard      | 02-02-1982    | Frankrijk           |                  |
| Steve Morabito     | 30-01-1983    | Zwitserland         |                  |
| Dominik Nerz       | 25-08-1989    | Duitsland           | Liquigas         |
| Jakub Novák        | 30-12-1990    | Tsjechië            |                  |
| Daniel Oss         | 13-01-1987    | Italië              | Liquigas         |
| Taylor Phinney     | 27-06-1990    | Verenigde Staten    |                  |
| Marco Pinotti      | 25-02-1976    | Italië              |                  |
| Manuel Quinziato   | 30-10-1979    | Italië              |                  |
| Ivan Santaromita   | 30-04-1984    | Italië              |                  |
| Michael Schär      | 26-05-1986    | Zwitserland         |                  |
| Julien Taramarcaz  | 12-11-1987    | Zwitserland         |                  |
| Greg Van Avermaet  | 17-05-1985    | België              |                  |
| Larry Warbasse     | 28-06-1990    | Verenigde Staten    | Stage            |
| Danilo Wyss        | 26-08-1985    | Zwitserland         |                  |

## Overwinningen
| Ronde van Qatar 1e etappe: Brent Bookwalter 2e etappe (ploegentijdrit): Greg Van Avermaet, Adam Blythe, Brent Bookwalter, Steve Cummings, Yannick Eijssen, Taylor Phinney, Michael Schär, Lawrence Warbasse Ronde van de Haut-Var 1e etappe: Thor Hushovd Ronde van Trentino 3e etappe: Ivan Santaromita Ronde van Romandië Bergklassement: Marcus Burghardt Ronde van Californië 6e etappe (individuele tijdrit): Tejay van Garderen Eindklassement: Tejay van Garderen Nationale kampioenschappen Italië - wegwedstrijd: Ivan Santaromita Italië - tijdrit: Marco Pinotti Noorwegen - wegwedstrijd: Thor Hushovd Zwitserland - wegwedstrijd: Michael Schär Ronde van Oostenrijk 3e etappe: Thor Hushovd 4e etappe: Mathias Frank 5e etappe: Mathias Frank Ronde van Wallonië 3e etappe: Greg Van Avermaet 5e etappe: Greg Van Avermaet Eindklassement: Greg Van Avermaet Puntenklassement: Greg Van Avermaet | Ronde van Polen 3e etappe: Thor Hushovd 4e etappe: Taylor Phinney 5e etappe: Thor Hushovd Ronde van Utah 1e etappe: Greg Van Avermaet Arctic Race of Norway 2e etappe: Thor Hushovd 4e etappe: Thor Hushovd Eindklassement: Thor Hushovd . Puntenklassement: Thor Hushovd USA Pro Cycling Challenge 2e etappe: Mathias Frank 5e etappe (individuele tijdrit): Tejay van Garderen Eindklassement: Tejay van Garderen Ronde van Spanje 12e etappe: Philippe Gilbert Ronde van Alberta 2e etappe. Sylvan Dillier 4e etappe: Cadel Evans Ronde van Peking 1e etappe: Thor Hushovd |

2007 · 2008 · 2009 · 2010 · 2011 · 2012 · 2013 · 2014 · 2015 · 2016 · 2017 · 2018 · 2019 · 2020
AG2R-La Mondiale · Argos-Shimano · Astana · Belkin Pro Cycling · BMC Racing Team · Cannondale Pro Cycling Team · Euskaltel-Euskadi · FDJ · Team Garmin-Sharp · Katjoesja · Lampre-Merida · Lotto-Belisol · Team Movistar · Omega Pharma-Quick Step · Orica-GreenEdge · RadioShack-Leopard · Team Saxo-Tinkoff · Sky ProCycling · Vacansoleil-DCM